# Challenger de Shanghái
El Shanghái Challenger es un torneo de tenis celebrado en Shanghái, China desde el año 2011. El evento forma parte del ATP Challenger Tour y se juega en canchas duras.

## Finales anteriores

### Individuales
| Año  | Campeón               | Finalista             | Resultado          |
| ---- | --------------------- | --------------------- | ------------------ |
| 2024 | Sho Shimabukuro       | Hsu Yu-hsiou          | 6–4, 6–4           |
| 2023 | Christopher O'Connell | Yosuke Watanuki       | 6–3, 7–5           |
| 2022 | No Celebrado          | No Celebrado          | No Celebrado       |
| 2021 | No Celebrado          | No Celebrado          | No Celebrado       |
| 2020 | No Celebrado          | No Celebrado          | No Celebrado       |
| 2019 | Yasutaka Uchiyama     | Wu Di                 | 6–4, 7–6(7–4)      |
| 2018 | Blaž Kavčič           | Hiroki Moriya         | 6–1, 7–6(7–1)      |
| 2017 | Wu Yibing             | Lu Yen-hsun           | 7–6(8–6), 0–0 ret. |
| 2016 | Henri Laaksonen       | Jason Jung            | 6–3, 6–3           |
| 2014 | Yoshihito Nishioka    | Somdev Devvarman      | 6-4, 6-75, 7-63    |
| 2013 | Yūichi Sugita         | Hiroki Moriya         | 6-3, 6-3           |
| 2012 | Lu Yen-hsun           | Peter Gojowczyk       | 7–5, 6–0           |
| 2011 | Cedrik-Marcel Stebe   | Alexandre Kudryavtsev | 6–4, 4–6, 7–5      |

### Dobles
| Año  | Campeón                               | Finalista                               | Resultado         |
| ---- | ------------------------------------- | --------------------------------------- | ----------------- |
| 2024 | Cristian Rodríguez Matthew Romios     | Rithvik Choudary Bollipalli Arjun Kadhe | 7–64, 1–6, [10–7] |
| 2023 | Alex Bolt Luke Saville                | Bu Yunchaokete Te Rigele                | 4–6, 6–3, [11–9]  |
| 2022 | No Celebrado                          | No Celebrado                            | No Celebrado      |
| 2021 | No Celebrado                          | No Celebrado                            | No Celebrado      |
| 2020 | No Celebrado                          | No Celebrado                            | No Celebrado      |
| 2019 | Gao Xin Sun Fajing                    | Marc Polmans Scott Puodziunas           | 2–6, 6–4, [10–7]  |
| 2018 | Gong Maoxin Zhang Ze                  | Hua Runhao Zhang Zhizhen                | 6–4, 3–6, [10–4]  |
| 2017 | Toshihide Matsui Yi Chu-huan          | Bradley Klahn Peter Polansky            | 6–71, 6–4, [10–5] |
| 2016 | Hsieh Cheng-peng Yi Chu-huan          | Gao Xin Li Zhe                          | 7–66, 5–7, [10–0] |
| 2015 | Wu Di Yi Chu-huan                     | Thomas Fabbiano Luca Vanni              | 6–3, 7–5          |
| 2014 | Yuki Bhambri Divij Sharan             | Somdev Devvarman Sanam Singh            | 7-62, 6-74, 10–8  |
| 2013 | Sanchai Ratiwatana Sonchat Ratiwatana | Hsin-Han Lee Hsien-Yin Peng             | 6-3, 6-4          |
| 2012 | Sanchai Ratiwatana Sonchat Ratiwatana | Yuki Bhambri Divij Sharan               | 6–4, 6–4          |
| 2011 | Sanchai Ratiwatana Sonchat Ratiwatana | Fritz Wolmarans Michael Yani            | 7–6(4), 6–3       |